# Proprietà (diritto)
La proprietà (in latino proprietas da proprius), in diritto, è un diritto reale che ha per contenuto la facoltà di godere e di disporre delle cose in modo pieno ed esclusivo, entro i limiti e con l'osservanza degli obblighi previsti dall'ordinamento giuridico (art. 832 del codice civile italiano). Si parla di proprietà privata, o pubblica, con riferimento allo status - privato o pubblico - del soggetto giuridico cui spetta la titolarità del diritto.
Nel linguaggio comune, il termine "proprietà", oltre alla situazione giuridica soggettiva designa anche il bene oggetto del diritto. La proprietà stabilisce che "il proprietario ha il diritto di godere e disporre delle cose in modo pieno ed esclusivo entro i limiti e con l'osservanza degli obblighi stabiliti dall'ordinamento giuridico".

## Origini storiche

### Con la Rivoluzione francese
Con la Rivoluzione Francese, si iniziò a considerare la proprietà in termini nuovi, per Saint Just la proprietà e la libertà, sono strettamente collegate: "La libertà non può reggersi a lungo tra coloro ai quali i propri bisogni stanno più a cuore dell'uguaglianza. La proprietà è un diritto sociale, come la sovranità. Se voi fissate il massimo di tale proprietà e costringete il ricco a convertire in danaro ciò che possiede di troppo, ne trarrete questo vantaggio: che il ricco stesso sarà obbligato a fare del commercio, che la città più occupata avrà dei costumi e avrà di che vivere in questo stato".
In un discorso pronunciato alla "Convenzione" il 24 aprile 1793 M.Robespierre dice:
Agli occhi di tutte quelle persone, la proprietà non appoggia su alcun principio morale. E perché mai la vostra Dichiarazione dei Diritti sembra presentare lo stesso errore? Nel definire la libertà il primo bene dell'uomo, il più sacro tra i diritti che derivano dalla natura, avete detto con ragione che essa aveva per limite i diritti degli altri. E perché mai, allora, non avete applicato questo principio alla proprietà, che è un'istituzione sociale? Avete moltiplicato gli articoli per assicurare la più grande libertà nell'esercizio della proprietà e non avete detto una sola parola per determinarne il carattere legittimo; di modo che la vostra Dichiarazione sembrerebbe fatta non per uomini liberi, ma per i ricchi, per gli accaparratori, per gli speculatori e per i tiranni. Vi propongo di correggere questi difetti con il consacrare le seguenti verità:
- art.1 - La proprietà è il diritto di ogni cittadino di godere e disporre della porzione di beni che gli è garantita dalla legge.
- Art.2 - Il diritto di proprietà è limitato dall'obbligo di rispettare i diritti altrui.
- Art.3 - Esso non può pregiudicare né la sicurezza, né la libertà, né la proprietà dei nostri simili.
- Art.4 - Ogni possesso ogni traffico che viola questi principi è illecito e immorale.

Il comitato ha inoltre assolutamente dimenticato di richiamare i doveri di fraternità che uniscono tutti gli uomini e tutte le nazioni e il loro diritto ad una mutua assistenza.
Ecco i miei quattro articoli:
- Art.1 - Gli uomini di tutti i paesi sono fratelli, e i differenti popoli devono aiutarsi l'un l'altro, come i cittadini di un medesimo Stato.
- Art.2 - Colui che opprime una nazione si dichiara nemico di tutte.
- Art.3 - Coloro che fanno la guerra a un popolo per arrestare i progressi della libertà e annientare i diritti dell'uomo devono essere perseguiti ovunque, non già come nemici ordinari, ma come assassini e briganti ribelli.
- Art.4 - I re, gli aristocratici, i tiranni, quali che siano, sono schiavi insorti contro il sovrano della terra, che è il genere umano, e contro il legislatore dell'universo che è la natura.»

La necessità di fondare la legittimità e la legittimazione della proprietà privata sulla libertà del singolo cittadino viene sancita dalla Convenzione nazionale nella "Dichiarazione dei diritti dell'uomo e del cittadino".
- Art.1 - Lo scopo di ogni società politica è la conservazione dei diritti naturali e imprescrittibili dell'uomo, e lo sviluppo di tutte le sue facoltà.
- Art.2 - I principali diritti dell'uomo sono di provvedere alla conservazione della propria esistenza e della propria libertà.
- Art.3 - Questi diritti appartengono in egual misura a tutti gli uomini, quale che sia la differenza delle loro forze fisiche e morali. L'uguaglianza dei diritti è stabilita dalla natura: la società, lungi dal portarle attentato, non fa che garantirla contro l'abuso della forza, che la rende illusoria.
- Art.4 - La libertà è il potere che appartiene all'uomo di esercitare - a suo piacimento - tutte le facoltà. Essa ha per regola la giustizia, per limite i diritti altrui, e per salvaguardia la legge. Il diritto di riunirsi pacificamente, il diritto di manifestare le proprie opinioni, sia per mezzo di stampa, sia in ogni altra maniera, sono conseguenze così necessarie della libertà dell'uomo, che la necessità di enunciarli suppone la presenza o il ricordo del dispotismo.
- Art.5 - La legge non può impedire se non ciò che è nocivo alla società; non può comandare se non ciò che è utile ad essa.
- Art.6 - Ogni legge che viola i diritti imprescrittibili dell'uomo è ingiusta e tirannica: essa non è legge.
- Art.7 - La proprietà è il diritto di ogni cittadino di godere e disporre della porzione di beni che gli è garantita dalla legge.
- Art.8 - Il diritto di proprietà è limitato, come tutti gli altri, dall'obbligo di rispettare i diritti altrui.
- Art.9 - Esso non può recare pregiudizio né alla sicurezza, né alla libertà, né all'esistenza, né alla proprietà dei nostri simili.
- Art.10 - Ogni possesso, ogni traffico che viola questo principio è essenzialmente illecito e immorale.
- Art.11 - La società è obbligata a provvedere alla sussistenza di tutti i membri, sia procurando loro un lavoro, sia assicurando i mezzi di sussistenza a coloro che non sono in grado di lavorare.
- Art.12 - I soccorsi necessari all'indigenza sono un debito del ricco verso il povero; spetta alla legge determinare il modo in cui il debito deve essere assolto.
- Art.13 - La società deve favorire con tutto il suo potere i progressi della coscienza pubblica e mettere l'istruzione ala portata di tutti i cittadini.
- Art.14 - La legge è l'espressione libera e solenne della volontà del popolo.
- Art.15 - Il popolo è il sovrano: il governo è opera sua e sua proprietà, i funzionari pubblici sono i suoi servitori.
- Art.16 - Nessuna porzione del popolo può esercitare il potere del popolo intero, ma il voto che essa esprime deve essere rispettato come il voto di una porzione del popolo che deve concorrere a formare la volontà generale. Ciascuna sezione del popolo sovrano, riunita, deve godere del diritto di esprimere la sua volontà con piena libertà: essa è essenzialmente indipendente da tutte le autorità costituite e padrona di regolare la sua amministrazione e le sue deliberazioni. Il popolo può, quando gli aggrada, cambiare il suo governo e revocare i suoi mandatari.
- Art.17 - La legge deve essere uguale per tutti.
- Art.18 - Tutti i cittadini sono ammissibili alle cariche pubbliche, senza altra distinzione che quella dei talenti e delle virtù, senza altro titolo che quello della fiducia del popolo.
- Art.19 - Tutti i cittadini hanno uguale diritto di concorrere alla nomina dei mandatari del popolo e alla formazione della legge.
- Art.20 - Affinché questi diritti non siano illusori, e l'uguaglianza non sia chimerica, la società deve stipendiare i funzionari pubblici e fare in modo che i cittadini che vivono del proprio lavoro possano assistere alle pubbliche assemblee - a cui la legge li chiama - senza compromettere la propria esistenza e quella delle loro famiglie.
- Art.21 - Ogni cittadino deve obbedire religiosamente ai magistrati e agli agenti del governo, quando essi sono gli organi o gli esecutori della legge.
- Art.22 - Ma ogni atto contro la libertà, contro la sicurezza o contro la proprietà di un uomo, commesso da chiunque, anche se in nome della legge, - al di fuori dei casi da essa stabiliti e delle forme da essa prescritte - è arbitrario o nullo; il rispetto stesso della legge proibisce di sottomettervisi e, se si vuole eseguirlo con la violenza, è permesso di respingerlo con la forza.
- Art.23 - Il diritto di presentare petizioni ai depositari della pubblica autorità appartiene ad ogni individuo. Quelli a cui sono indirizzate devono deliberare sui punti che ne sono l'oggetto, ma non possono mai interdirne, né restringerne o condannare l'esercizio.
- Art.24 - La resistenza all'oppressione è la conseguenza dei diritti dell'uomo e del cittadino. Vi è oppressione contro l'intero corpo sociale quando è oppresso anche uno solo dei suoi membri. Vi è oppressione contro ciascun membro quando tutto il corpo sociale è oppresso.

Quando il governo opprime il popolo, l'insurrezione del popolo intero e di ciascuna porzione del popolo è il più santo tra tutti i doveri. Quando ad un cittadino manca la garanzia sociale, è diritto naturale che egli si difenda da se stesso. Nell'uno o nell'altro caso, assoggettare a forme legali la resistenza all'oppressione è l'ultima raffinatezza della tirannia.
- Art.25 - In ogni Stato libero la legge deve soprattutto difendere la libertà pubblica e individuale contro l'abuso dell'autorità di coloro che governano. Ogni istituzione che non considera il popolo come buono e il magistrato come corruttibile è difettosa.
- Art.26 - Le funzioni pubbliche non possono essere esercitate come segni di distinzione, né come ricompense, ma come doveri pubblici.

I delitti dei mandatari del popolo devono essere severamente ed agevolmente puniti. Nessuno ha il diritto di pretendersi più "inviolabile" degli altri cittadini. Il popolo ha il diritto di conoscere tutte le azioni dei suoi mandatari; essi devono dargli un rendiconto fedele della loro gestione e assoggettarsi al suo giudizio con rispetto. Gli uomini sono fratelli, e i diversi popoli devono aiutarsi l'un l'altro, per quanto possono, come i cittadini di uno stesso Stato. Chi opprime una sola nazione si dichiara nemico di tutte. Quelli che fanno guerra a un popolo per arrestare i progressi della libertà e annientare i diritti dell'uomo devono essere perseguiti ovunque, non già come nemici ordinari, ma come assassini e briganti ribelli. I re, gli aristocratici, i tiranni, quali che siano, sono schiavi ribellatisi al sovrano della terra, che è il "genere umano", e al legislatore dell'universo, che è la "natura".»
La legittimazione della proprietà privata come istituzione, dopo la rivoluzione francese, si fonda sull'esercizio della libertà individuale e sulla difesa contro il potere dispotico dello Stato. La legittimità della proprietà riposa sulla legalità e trova il suo limite nel rispetto dell'altrui diritto proprietario.

## Disciplina della proprietà nell'ordinamento italiano
La disciplina principale del diritto di proprietà è dettata, nell'ordinamento italiano, dall'articolo 832 e successivi del codice civile e dall'articolo 42 e successivi della Costituzione.
Il dettame congiunto delle due norme fissa i principi ed i limiti che regolano il diritto di proprietà nell'ordinamento italiano.

### Disciplina codicistica
Secondo la nozione dell'art. 832, la proprietà è "il diritto di godere e disporre della cosa in modo pieno ed esclusivo, entro i limiti e con l'osservanza degli obblighi stabiliti dall'ordinamento giuridico". In verità, l'art. 832 è una norma che, al costo di un notevole grado di astrazione, identifica gli elementi comuni ai vari contenuti che il diritto di proprietà può assumere in rapporto alle varie categorie di beni. 
La proprietà è infatti il nome di un diritto; non essendo però un diritto un'entità astratta, bensì l'immagine riflessa della realtà sociale, tale concetto costituisce il modo per evocare in maniera generale e astratta una pluralità di qualificazioni di comportamento che si collegano cumulativamente ad una pluralità di fattispecie delle quali una si suppone alternativamente verificata quando si usa il termine proprietà. Gli antichi dicevano: "nemo transferre potest plus iuris quam ipse habet", ossia "nessuno può trasferire una cosa di cui non è proprietario".

#### La proprietà, diritto assoluto
Il diritto di proprietà è un diritto assoluto, dal latino ab-solutus cioè svincolato dalla collaborazione di altri soggetti sicché il proprietario trae utilità direttamente dalla cosa (res) senza mediazione di altre persone (immediatezza); si distingue dalle "obbligazioni" dal latino ob-ligatus dove il diritto del creditore ha ad oggetto la prestazione a lui dovuta da un altro soggetto. La proprietà è quindi una pretesa giuridica che l'ordinamento riconosce e tutela verso tutti e a favore di chi ne è titolare. Si usa anche dire che esso è un diritto soggettivo su una cosa, alludendo al potere (di appartenenza) che il proprietario ha nei confronti della cosa, oggetto del diritto. Si discute, in dottrina, se il diritto di proprietà sia o meno un rapporto giuridico, non senza la presenza di teorie intermedie. Gli autori che negano che la proprietà sia un rapporto giuridico affermano che è una vera finzione l'individuare quale parte della struttura del diritto di una pretesa erga omnes; contestualmente, la relazione fra il titolare del diritto e la cosa diventa paradigma fondamentale di questo diritto assoluto, ora colto come relazione tra il titolare e la res (comunque di natura patrimoniale). L'esito di tale scelta interpretativa permette di ravvisare nella responsabilità aquiliana, extracontrattuale, l'azione prima a difesa della proprietà. La diversa tesi affermativa poggia sulla lettera del codice che, alla definizione di contratto quale "accordo fra due o più parti teso a costituire, regolare o estinguere un rapporto giuridico", include implicitamente la proprietà fra i diversi rapporti giuridici, possibili oggetti di una negoziazione. In più si sostiene sull'idea che: 1) l'azione di rivendica sia lo strumento per eccellenza a difesa del diritto di proprietà 2) la responsabilità del possessore risulta essere identica a quella prevista per il debitore, una responsabilità di tipo contrattuale, che necessita, cioè, di un previo rapporto giuridico: il possessore soccombente risponde, infatti, per fatto proprio ovvero non risponde per caso fortuito o per forza maggiore, così anche il debitore inadempiente.
L'assolutezza della proprietà è stata poi oggetto di revisione da parte degli scrittori dell'attuale Costituzione italiana. Dopo il loro intervento la proprietà è un diritto economico relativo.

#### La facoltà di godere della cosa
È la facoltà di utilizzare o non utilizzare la cosa (cosiddetta "disposizione materiale") per trarne tutte o nessuna utilità. Tale facoltà contempla anche la possibilità di trasformare, e, al limite, di distruggere la cosa.
Per le cose fruttifere implica il diritto di farsene propri i frutti, sia naturali sia civili. Il godimento della cosa realizza quello che è il suo valore d'uso.

#### La facoltà di disporre delle cose
La cosiddetta "disposizione giuridica" della cosa. Implica la facoltà di venderla o di non venderla, di donarla, lasciarla per testamento a Tizio o a Caio, di costituire sulla cosa diritti reali minori o diritti reali di garanzia. O, secondo una diversa lettura dottrinale, il potere di disposizione si sostanzierebbe nella sola possibilità di appropriarsi o meno del valore economico del bene, relegando, così, la mera facoltà di alienare tra i poteri di godimento.

#### La pienezza del diritto di proprietà
Il proprietario può fare della cosa tutto ciò che non sia espressamente vietato.

Quando sulla cosa siano istituiti diritti reali minori, la proprietà cessa di essere piena per diventare nuda proprietà. Tuttavia resta potenzialmente piena; nel momento in cui il diritto reale minore si estingue, il contenuto del diritto di proprietà si espande e riacquista, automaticamente, tutta la sua pienezza (cd. elasticità della proprietà).

#### L'esclusività del diritto di proprietà
Il proprietario può escludere chiunque altro dal godimento e dalla disposizione della cosa (il diritto di proprietà rende legittima la pretesa del singolo di servirsi delle cose con esclusione degli altri).
La pretesa del proprietario è protetta erga omnes, ovvero contro chiunque la violi (mediante norme del codice penale e con le azioni civili). Tale diritto si concretizza nell'articolo 841 dove si dispone che il proprietario può in qualsiasi momento chiudere il fondo.

#### Limiti ed obblighi
L'art. 832 introduce anche dei correttivi ai caratteri di pienezza ed esclusività del diritto di proprietà. Con essi l'ordinamento cerca il punto di equilibrio fra opposti interessi, fra quello del proprietario di godere e disporre della cosa a suo vantaggio e a suo piacimento e l'interesse della collettività ad un impiego della ricchezza che vada a vantaggio generale o quanto meno non arrechi pregiudizio alla collettività ed ai singoli.

Il volto concreto che (al di là dell'art. 832) il diritto di proprietà assume è quello che risulta dalla estensione e dalla qualità dei limiti alla proprietà e degli obblighi al proprietario che la mutevole legislazione in materia introduce.
I limiti alle facoltà di godere e disporre sono posti dal codice e soprattutto dalla legislazione speciale in rapporto alle diverse categorie di beni.

Generale limite alla facoltà di godimento è quello, risalente al diritto romano, del divieto di atti di emulazione (art. 833): il proprietario non può utilizzare la cosa per compiere atti che non abbiano altro scopo se non quello di nuocere o recare molestia agli altri.

Più vasta possibilità di applicazione ha una norma ritenuta implicita nel sistema legislativo (e di cui l'art. 833 è una specificazione), che reprime ogni forma di abuso di diritto. Questo consiste nell'esercitare il diritto per realizzare interessi diversi da quelli in vista dei quali il diritto stesso è riconosciuto dall'ordinamento.
Un altro limite è costituito da quella serie di norme, cosiddette regole di vicinato, poste nell'interesse privato (e, talvolta, anche pubblico) e caratterizzate dall'automaticità (i limiti nascono dalla situazione prevista dalla legge), dalla reciprocità (quel che vale per l'uno vale anche per l'altro, il sacrificio e il vantaggio sono reciproci) e la gratuità (non esiste uno squilibrio di vantaggi e quindi, di norma, non esiste alcuna forma di compenso). Un limite generale è quello del divieto di immissioni (esalazioni, fumi, rumori e scuotimenti) per impedire le fastidiose conseguenze dell'attività del vicino. Il criterio scelto è quello della normale tollerabilità. Toccherà al giudice contemperare, se del caso, le ragioni della proprietà con quelle della produzione tenendo conto dei due interessi in gioco in termini di utilità sociale generale. La seconda fonte di limiti di vicinato è data dalle norme sulle distanze minime nelle costruzioni (tre metri, secondo quanto previsto dall'articolo 873) al fine di evitare intercapedini troppo strette. Chi costruisce per primo può farlo anche sul confine (salvo i regolamenti comunali non dispongano altrimenti). L'altro proprietario potrà costruire in aderenza, oppure rispettare la distanza costruendo in posizione arretrata all'interno del proprio fondo. Se il primo proprietario costruisce non sul confine, ma ad una distanza dal confine minore della metà di quella prescritta dal codice o dai regolamenti, l'altro ha il diritto potestativo di ottenere la comunione forzosa del muro (di cui dovrà pagare il valore)
Il primo potrà impedire l'occupazione del suo suolo portando la sua costruzione al confine, o arretrandola fino alla metà della distanza prevista (art.875).
Gli 'obblighi' del proprietario sono anch'essi relativi alle diverse categorie di beni. Per esempio, il proprietario del suolo deve consentire l'accesso al vicino (che costituisce una servitù) che abbia necessità di entrarvi per eseguire opere sul proprio fondo; il proprietario ha inoltre l'obbligo di pagare le imposte su quel determinato bene.

### Disciplina costituzionale e limitazioni
Accanto, però, a questa amplissima prima definizione del diritto di proprietà, si stagliano anche delle profonde limitazioni. Da un lato lo stesso Codice Civile, limita l'esercizio del diritto di proprietà tramite il dettame della seconda parte dell'art 832 (che abbiamo sopra ricordato); difatti la norma stabilisce che, l'ordinamento giuridico, può limitare l'ampiezza e le modalità di esercizio del diritto. Allo stesso modo l'art 42 della nostra costituzione stabilisce (al secondo comma): "La proprietà privata è riconosciuta e garantita dalla legge, che ne determina i modi di acquisto, di godimento e i limiti allo scopo di assicurarne la funzione sociale e di renderla accessibile a tutti. La norma appena citata da un lato si accompagna al dettato codicistico riconoscendo e garantendo il diritto di proprietà, dall'altro si preoccupa di limitare grandemente la libertà di esercizio del diritto stesso.
La costituzione stabilisce che è la legge a determinare i modi di acquisto e di godimento del diritto, sottraendo all'autonomia privata la facoltà di scegliere liberamente le modalità di acquisto e di godimento del diritto.
I modi di acquisto della proprietà (come si vedrà in seguito) sono, quindi, tassativamente dettati dalla legge e non delegati all'autonomia negoziale. L'autonomia delle parti potrà (solamente) estrinsecarsi nella scelta fra le modalità che la legge prevede.

#### La funzione sociale della proprietà
Altro elemento introdotto dall'art. 42 costituzione è la cosiddetta funzione sociale del diritto di proprietà. L'articolo 42, comma 2º Cost. enuncia il principio secondo cui la legge determina, della proprietà privata, "modi d'acquisto, di godimento e i limiti allo scopo di assicurarne la funzione sociale e di renderla accessibile a tutti".

La "funzione sociale" della proprietà è la formula con la quale tutte le carte costituzionali a partire dalla Costituzione tedesca di Weimar del 1919 hanno ricercato un nuovo equilibrio tra interessi del singolo e bisogni della collettività.
Si tenga conto che per funzione si intende un potere riconosciuto ad un soggetto per soddisfare un interesse altrui.
La contraddizione apparente nella enunciata duplice natura della proprietà si può superare considerando che la funzione sociale da "assicurare" non va riferita alla proprietà privata come diritto sulle cose ma piuttosto alle cose oggetto di proprietà privata. La norma costituzionale esprime il bisogno di una destinazione per il vantaggio di tutti delle risorse e va riletta come riferentesi alla destinazione sociale della ricchezza. La funzione sociale si presenta così come un vincolo esterno al diritto di proprietà che lascia intatta la sua natura di diritto soggettivo, riconosciuto e garantito solo nell'interesse del proprietario.
Le implicazioni che potenzialmente si possono trarre dalla funzione sociale della proprietà sono molteplici (anche se mancano significative esperienze giurisprudenziali), a cominciare dall'area del diritto del lavoro.

È grazie a questa norma che (nel comma successivo) si prevede la facoltà di espropriazione della proprietà da parte dello Stato. Lo Stato avrà quindi la facoltà di spogliare il titolare del diritto di proprietà del diritto stesso (in cambio di un equo indennizzo), per realizzare (ad esempio) un'opera che vada a vantaggio della collettività, e realizzando così quella funzione sociale del diritto di proprietà espressa chiaramente dalla nostra costituzione.

### Caratteristiche del diritto di proprietà
Sono caratteristiche del diritto di proprietà:
- Realità: la proprietà rientra tra i diritti reali, caratterizzati dalla assolutezza, dalla immediatezza del rapporto sulle cose, e dalla inerenza.
- Pienezza: il diritto di proprietà consente al proprietario di un bene di servirsi della cosa e di disporre del suo diritto trasferendolo ad altri o creando diritti altrui sulla cosa.
- Elasticità: il diritto di proprietà in talune circostanze può essere compresso, ma caratteristica di tale diritto è che al cessare della causa che ha compresso il diritto, esso si riespande automaticamente.
- Imprescrittibilità: il diritto di proprietà non si estingue per non uso. Va tuttavia segnalato che nell'inerzia del titolare altri potranno acquistare la proprietà sul bene, ricorrendone le condizioni, attraverso l'istituto dell'usucapione.
- Perpetuità: una proprietà ad tempus non ha senso. Quindi il diritto di proprietà non si estingue con il passare del tempo.

### L'acquisto della proprietà
La proprietà si può acquistare solo nei modi previsti dalla legge.

#### Modi di acquisto della proprietà
L'articolo 922 del codice civile prevede alcuni modi di acquisto peculiari per il diritto di proprietà.
È da sottolineare come l'art. 922 c.c. non rappresenti un numero chiuso dei modi di acquisto della proprietà, bensì un'elencazione generale che apre ad altre modalità di acquisto "previste dalla legge", tra le quali assume rilievo il possesso in buona fede, previsto dall'articolo 1153.
Si suole dividere le tipologie di acquisto della proprietà in: acquisto a titolo originario ed in acquisto a titolo derivativo.

##### L'acquisto a titolo originario
Si ha acquisto a titolo originario quando il diritto di proprietà che si acquista sulla cosa è indipendente dal diritto di un precedente proprietario.
Conseguenza dell'acquisto a titolo originario è che la proprietà si acquista libera da ogni diritto altrui che avesse gravato il precedente proprietario. L'acquisto a titolo originario estingue dunque i diritti reali e le garanzie reali in precedenza costituiti sulla cosa.
I modi d'acquisto a titolo originario sono: occupazione, invenzione, accessione, unione e commistione, specificazione, usucapione, possesso vale titolo.

#### L'acquisto a titolo derivato
L'acquisto a titolo derivato si ha quando il diritto è trasferito dal precedente titolare. 
 Pertanto il diritto è trasferito con gli oneri e limiti del precedente titolare.
Esempi  in tale senso sono la vendita, la donazione, la  successione, la permuta. 
Un breve cenno merita il caso particolare dell'acquisto da non proprietario mediante il possesso, che si configura qualora il soggetto che trasferisce il diritto non sia in realtà il titolare.

Nel caso in cui il soggetto non sia mai stato l'effettivo titolare del diritto di proprietà (è il caso dell'acquisto a non domino, avremo, se ne sussistono le condizioni, un acquisto a titolo originario), nel caso in cui il soggetto non sia più (ma lo sia stato) titolare del diritto di proprietà (come nel caso di doppia alienazione), avremo un acquisto, se ne sussistono le condizioni, a titolo derivativo.
L'espressione inglese delivery versus payment indica modalità di compensazione differita dei pagamenti di denaro contro titoli., nella quale l'intermediario finanziario in genere anticipa il pagamento in denaro, mentre alla controparte sono trasmessi i documenti necessari e sufficienti al successivo trasferimento della proprietà dei titoli oggetto della transazione.

### Le azioni a difesa della proprietà
Le azioni che spettano al proprietario come tale per difendere il suo diritto contro i terzi e anche contro eventuali comproprietari che abusino della loro quota con turbative, si chiamano petitorie e sono:
- l'azione di rivendicazione;
- l'Azione negatoria;
- le azioni di nunciazione;
- la Probatio diabolica;
- l'azione di regolamento dei confini;
- l'azione di apposizione dei termini.

## La proprietà fondiaria
La proprietà fondiaria, ha per oggetto i beni immobili, infatti viene detta anche proprietà immobiliare e si distingue in:
- proprietà rurale, relativa agli appezzamenti di terreno agricolo situati al di fuori delle città.
- proprietà edilizia, cioè quella degli edifici urbani.

Quando più persone condividono il diritto di proprietà su uno stesso bene, si parla di comunione o comproprietà.

## Proprietà e gestione
La proprietà di un soggetto pubblico o privato può essere separata dalla sua gestione.
Nelle società private questa separazione segna tipicamente il passaggio da una conduzione familiare e centralizzata dell'azienda ad una società diversificata per cliente, prodotto, e area geografica in cui opera. La crescita dimensionale così come i processi di internazionalizzazione comportano una maggiore complessità aziendale e di coordinamento.
Una gestione distinta dalla proprietà consente di affidare la società a persone che hanno capacità e competenze per la nuova realtà aziendale, anche all'interno della stessa conduzione familiare. La separazione è anche di interesse per i proprietari che non desiderano impegnarsi nella conduzione dell'impresa, pur beneficiando dei suoi profitti.
La separazione della proprietà o della gestione fra soggetti privati, è un problema che si pone anche quando società di uno stesso gruppo integrate verticalmente (es. il proprietario di una rete di trasporti, telecomunicazioni, ecc. ed uno degli operatori di rete) detengono consistenti quote di un mercato. La limitazione degli sbocchi di mercato e della concorrenza recano danno alla pubblica utilità (o all'"interesse economico generale" nella disciplina europea), e la legislazione prevede tre tipi di separazione (di proprietà e/o gestione):
1. Separazione organizzativa (funzionale o divisionale): vengono create due funzioni aziendali indipendenti con responsabili distinti e disciplina del conflitto di interesse di un responsabile nella funzioni che non sono di sua appartenenza;
2. Separazione societaria: vengono create due società con bilanci e contabilità interne separate, duplicazione di strutture a tutti i livelli dell'organigramma fino al Consiglio di Amministrazione; il pacchetto di controllo e la proprietà restano agli stessi soggetti.
3. Separazione patrimoniale: le due società devono avere una differente composizione azionaria, un diverso azionista di riferimento, limitazioni alle quote che una società può avere in entrambe, e vincoli per le partecipazioni incrociate fra le due società, in società collegate o controllate da entrambe.